# Pierre Bach
Pour les articles homonymes, voir Pierre Bach (peintre) et Bach (homonymie).
Pierre-Antonio-Jean Bach, dit Pierre Bach, né le 29 juillet 1932 à Commercy et mort le 26 juin 2020 à Bangkok, est un évêque catholique français, membre des Missions étrangères de Paris (MEP) et vicaire apostolique de Savannakhet au Laos de 1971 à 1975.

## Biographie
Pierre Bach a été ordonné prêtre le 27 décembre 1959 pour les Missions étrangères de Paris.
Nommé vicaire apostolique de Savannakhet au Laos le 28 juin 1971 avec le titre d'évêque in partibus de Tituli-en-Proconsulaire (de), il est consacré le 10 octobre suivant.
Il se retire quatre ans plus tard, le 10 juillet 1975, alors qu'il n'est âgé que de 42 ans, car tous les missionnaires étrangers sont expulsés du Laos par le régime communiste du Pathet Lao. Il devient plus tard responsable de la promotion de l'apostolat parmi la diaspora laotienne.
En 1991, il reçoit le prix du chanoine-Bouard de l'Institut de France sur proposition de l'Académie française.